# Дом Носовых
Городская усадьба Носовых (Дом Советов, Серый дом) — административное здание, в прошлом жилой особняк в Яранске. Объект культурного наследия России, памятник архитектуры. Один из символов города.

## История
Памятник находится по адресу улица Кирова, 10. Здание, построенное в 1830-х годах, принадлежало одним из крупнейших домовладельцев Яранска купцам Носовым. Купцы славились тем, что владели торговыми рядами в Яранске. Эти ряды сдавались под торговлю известным купцам Яранского уезда. 2 января 1889 года дом был продан Яранской земской управе за 20 тысяч рублей. В здании проходил первый съезд советов рабочих, крестьянских и солдатских депутатов, провозгласивший Советскую власть в Яранском уезде. С 1917 года этот дом является главным административным зданием города Яранска и района. В 1920 году в этом здании работал один из классиков марийской литературы Яков Павлович Майоров (Шкетан) (мемориальная доска). Писатель заведовал Яранским уездным отделом национальностей. В 1966—1968 годах была сооружена пристройка в зданию. Во дворе были построены  гаражи для автотранспорта. Ныне в здании располагается Администрация Яранского района и города Яранска.

## См. также

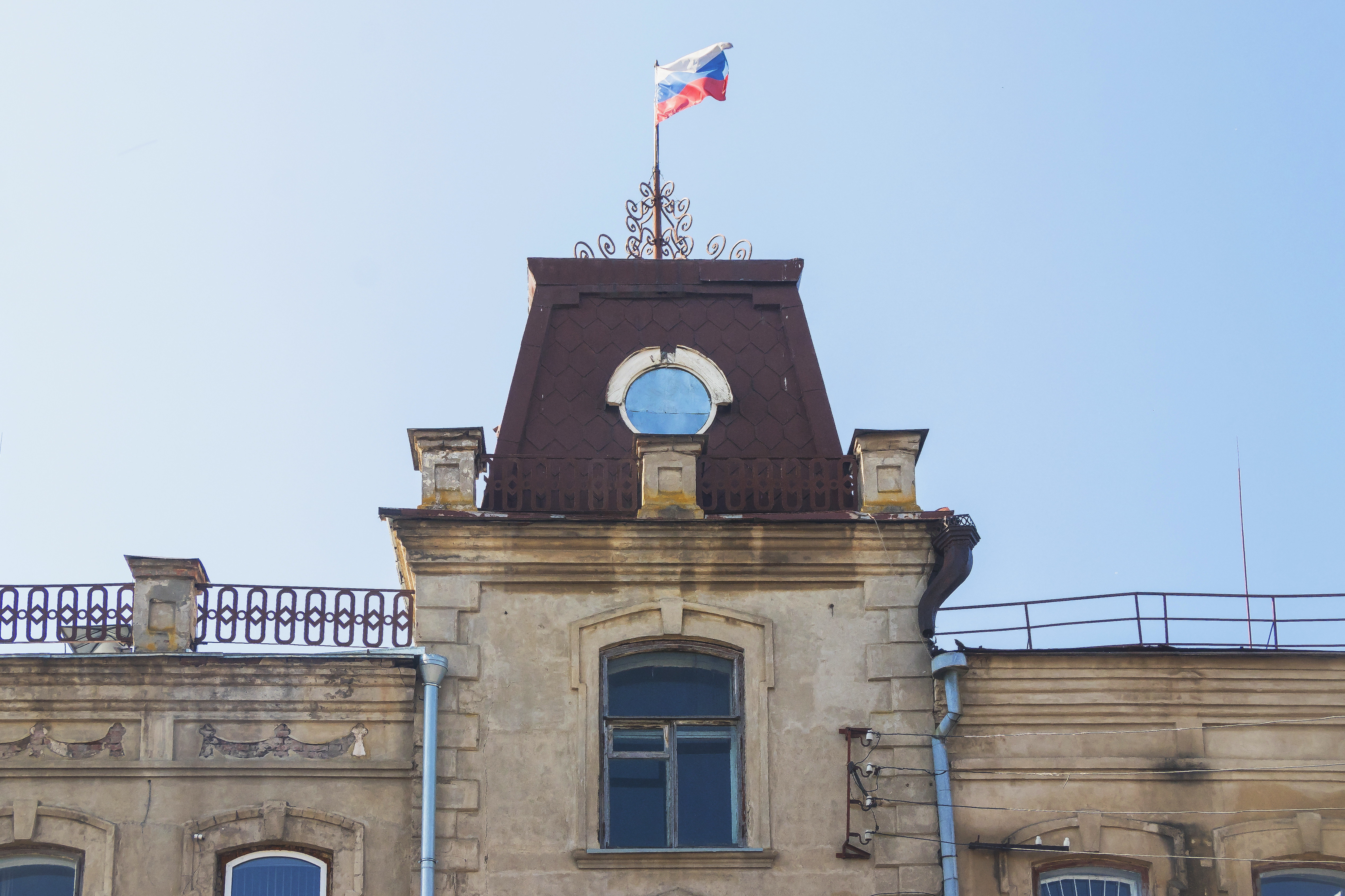
Фрагмент здания